# Maria Carmen Sallés y Barangueras
Maria z Góry Karmel Sallés y Barangueras, hiszp. María del Carmen Sallés y Barangueras (ur. 9 kwietnia 1848 w Vic, zm. 25 lipca 1911 w Madrycie) – święta Kościoła katolickiego, założycielka Zgromadzenia Sióstr Niepokalanego poczęcia od św. Dominika, dziewica.
W dzieciństwie rozpoczęła naukę w kolegium prowadzonym przez siostry zgromadzenia Towarzystwo Maryi. Miała wielkie pragnienie wstąpienia do klasztoru, jednak jej rodzice byli przeciwni planom córki. W końcu wstąpiła do klasztoru sióstr Adoratorek Służebnic Najświętszego Sakramentu i Miłości, potem do Zgromadzenia Sióstr Dominikanek od Zwiastowania. Tam przyjęła habit zakonny. Założyła zgromadzenie Sióstr Niepokalanego poczęcia od św. Dominika. Zgromadzenie uzyskało aprobatę w 1893.
Maria Salles zmarła 25 lipca 1911 w opinii świętości i została beatyfikowana przez Jana Pawła II 15 marca 1998, a kanonizowana 21 października 2012 przez papieża Benedykta XVI.
Jej wspomnienie liturgiczne obchodzone jest 6 grudnia lub w dzienną pamiątkę śmierci.